# Estación El Monte
El Monte es una estación ferroviaria ubicada en la comuna homónima, región Metropolitana. Esta estación fue construida con el ramal Santiago-Cartagena en 1893. Quedó en desuso en 1987 luego de que se suprimieran los servicios en el ramal.
Desde 2021 se viene trabajando en un proyecto de tren suburbano, transformando a la estación en la décima estación del futuro tren de cercanías Tren Melipilla-Estación Central, que conectará la ciudad de Santiago con Melipilla en la Región Metropolitana de Santiago, Chile. La estación está proyectada para que inicie sus operaciones en 2029.

## Historia
Con la construcción del ferrocarril que uniera a la comuna de Melipilla con Santiago debido al aumento de la importancia agrícola de la zona, comienza el proceso de construcción del ferrocarril con dirección oeste; se autorizó el proceso de construcción el 31 de enero de 1888, pero la sección entre la estación Talagante y estación Melipilla fue finalizada el 15 de mayo de 1893, aunque problemas en la construcción de los terraplenes y problemas con un puente provocaron que la Empresa de los Ferrocarriles del Estado aceptara las obras finales el 30 de agosto de ese año; la inauguración del tramo Talagante-Melipilla (incluyendo El Monte) ocurre el 1 de septiembre del mismo año.
En 1987 dejan de circular servicios de pasajeros en el ramal, que incluye servicios en la estación Padre Hurtado.

### Tren Melipilla-Estación Central
Con el anuncio del Tren Melipilla-Estación Central, la estación El Monte será reactivada como parada de servicios de pasajeros. La infraestructura de la nueva estación se ubicará en los terrenos de la antigua estación, a unos 250 metros al noreste de la calle Domingo Santa María. Aunque el tramo de vías entre El Monte y estación Melipilla es doble vía y no triple como el resto, la vía de pasajeros en la estación se bifurcará para permitir el cruce de trenes, manteniendo un andén central de 6,5 metros de ancho. La vía principal para el tráfico de carga se mantiene sin desvíos.
El acceso a la estación será a través de la calle Manuel Rodríguez, ubicada al sur de la vía. Se proyecta la construcción de dos pasos vehiculares a desnivel en las calles Domingo Santa María y Los Carrera, que limitarán el área de actuación y ocultarán aún más el acceso. Sin embargo, se planea una nueva vía de acceso desde el norte, que conectará la estación con el nuevo desarrollo urbano del municipio.
La estación entraría en operaciones en 2029.

## Infraestructura
La estación contó con un edificio principal del cual no quedan rastros, además tuvo un enclavamiento, del cual solo quedan los cimientos de concreto. 

## Servicios

### Futuro
Está en proceso de construcción el servicio de pasajeros Tren Melipilla-Estación Central, El tramo Lo errázuriz Talagante estará operativo en 2027, mientras que el tramo Talagante-Melipilla lo estará en 2029.

## Origen etimológico
Adquiere su nombre por emplazarse en la comuna homónima de la Región Metropolitana de Santiago.